# Shiloh (Ohio)
Shiloh – wieś w Stanach Zjednoczonych, w stanie Ohio, w hrabstwie Richland.